# 斯韋奧
斯韋奧（挪威語：Sveio）是挪威的一個市镇，位於韦斯特兰郡，行政中心为斯韋奧村。市镇面积为246平方公里，人口数量为5,766人（2020年），人口密度为每平方公里25.7人。